# Drissa Diarra
Drissa Diarra (Bamako, 1985. július 7. –) jelenleg  az FC Otranto labdarúgója.

## Pályafutása
Fiatalon került Olaszországba, ahol a Lecce csapatában kezdte meg profi pályafutását. Később innen került a svájci első osztályba a Bellinzona csapatához. 2012 nyarán kötött szerződést a Honvéddal, ahol 2012. július 27-én debütált a Siófok ellen.

## Sikerei, díjai
- U20-as labdarúgó-világbajnokság résztvevő: 2003